# Мы (журнал)
«Мы» — советский и российский ежемесячный литературно-художественный журнал для подростков. Выходил с 1990 по 2013 годы. Впервые учреждён Советским детским фондом им. В. И. Ленина. После распада СССР оказался в частной собственности. Первый номер вышел тиражом почти 2 млн экземпляров, составив серьёзную конкуренцию журналу «Ровесник».

## История создания
Журнал задумывался как первое в СССР литературно-художественное издание, предназначенное для подростков. Во вступительном слове к первому номеру журнала главный редактор Геннадий Будников подчёркивал это:

«За минувшие семь с лишним десятилетий истории страны и её литературы читатели — реальные и потенциальные, чей возраст издавна назывался отрочеством, впервые получают собственный толстый литературный — ещё раз подчеркну: именно литературный! — журнал».

Советский детский фонд имени В. И. Ленина выделил средства на издание журнала. Было учреждено издательство «ДОМ» под эгидой фонда. Первые номера печатались на хорошей бумаге в типографии А/О Принт-Юхтиёт Соинипринт Финляндия при посредничестве В/О «Внешторгиздат».

## Целевая аудитория
Отвечая на вопрос, для кого создан журнал, главный редактор писал: «Мы» — для тех, кто, увы, прощается или уже простился с самой лучшей, самой беззаботной порой нашей жизни — детством. «Мы» — для тех, кто сделал шаг в зрелость, в пору взрослости, когда все вопросы — главные, все проблемы — важнейшие: надо отвечать, надо решать. Кто это сделает? Вы сами! И ещё — «Мы», ибо «Мы» — для вас".
Целевой аудиторией были выбраны подростки 13—17 лет, интересующиеся литературой и искусством. Вступительное слово к юным читателям составил писатель Альберт Лиханов, председатель Правления Советского детского фонда имени В. И. Ленина:

«Вы — которым сегодня 13, 14, 15, 16, 17… Вы — которые твёрдо верят, что они уже взрослые, мудрые, самостоятельные, всё на свете постигшие, всё на свете умеющие, всё знающие, всеведущие… Вы — для кого мир открыт с четырёх сторон, а ветры в нём дуют молодые и резкие, пропахшие бензином и всё-таки лесом, дымом заводов и всё-таки свежей травой, канцерогенами и всё-таки цветами… Вы — кому входить в этот мир и брать его в свои руки… Вас много — почти два миллиона, — молодых, юных, тех, кому нужен свой журнал. За вами будущее. А значит, будет будущее и у вашего журнала. Потому что „Мы“ — это журнал для вас»

## История
Главным редактором нового издания стал Геннадий Будников (бессменный главный редактор на протяжении всего периода существования журнала, а с 2002 года зарегистрирован как владелец). Технический редактор — Ольга Лазарева.
Редакционная коллегия: Сергей Абрамов, Игорь Ачильдиев (редактор отдела публицистики), Альберт Лиханов, Дмитрий Мамлеев, Георгий Пряхин, Григорий Терзибашьянц (заместитель главного редактора).
К работе над журналом привлекались ведущие деятели культуры и искусства. Так, предисловие ко второму номеру написал Булат Окуджава.
В первый же год журнал столкнулся с серьёзными финансовыми трудностями, и подписчики начали получать его лишь со второго полугодия 1990 года. В дальнейшем несколько номеров (№ 5-6, № 8-9 и № 11-12) пришлось сделать сдвоенными, при этом, если цена обычного журнала составляла 80 коп., сдвоенный номер стоил 1 руб. 60 коп. Тираж журнала к концу 1990 года упал на 400 тысяч экземпляров (с 1857000 до 1476650). Тираж первого номера 1991 года составил 1750000 экземпляров, но уже со второго номера заявлен 1000000.
С 1992 года журнал издаётся уже не под эгидой фонда. Перейдя на самоокупаемость, издание резко сократило количество подписчиков. В 1993 году первый номер вышел тиражом всего 320000 экз. Поднявшись к третьему номеру до 332000, тираж вновь упал. № 5-6 вновь выходит сдвоенным. В эти годы журнал печатается на газетной бумаге плохого качества в типографии издательства «Пресса». В обращении к читателю редакция открыто говорит о своих проблемах: «У журнала „Мы“ — самая низкая подписная цена. Хотя, поверьте, даётся это непросто, поскольку дотацию мы ни от кого не получаем, да и спонсоров у нас нет».
В 1994 году тираж издания составляет уже 150000 экземпляров, а к восьмому номеру и вовсе падает до 90000. Журнал печатается в Московской типографии № 13. Первые номера выходят на типографской бумаге хорошего качества, затем вновь — на газетной.
К седьмому номеру 1995 года тираж снизился до 50000 экземпляров.
Несмотря на трудности, издание пыталось соответствовать читательским требованиям, публикуя актуальные материалы, стараясь привлечь аудиторию интересными и эксклюзивными фактами.
В 2000-х журнал выходил уже тиражом менее 10000 экземпляров (так, первый номер 2004 года имел тираж всего 7950 экземпляров). К тому времени заместителем главного редактора стал Игорь Васильев. В редакционную коллегию входили Сергей Есин, Леонид Жуховицкий, Геннадий Фролов.

## Рубрики 1990-х
- Размышляем вместе. В рубрике поднимались актуальные вопросы, предполагавшие ответную реакцию со стороны читателя. В первом номере опубликована беседа с матерью Андрея Стебунова, погибшего в Афганистане.
- Проза, поэзия. Публикации известных и малоизвестных авторов. Большинство стихов и рассказов было написано ими в 10 — 17 лет и теперь представлено на суд их современных сверстников. В 1990 году были напечатаны произведения Валерия Алексеева, Валентина Берестова, Лидии Чарской (Вороновой-Чуриловой), Марины Москвиной, Александра Башлачёва, Яна Флеминга, Эльдара Рязанова, Сергея Абрамова, Василия Аксёнова, Агаты Кристи, Роберта Э. Хайнлайн. В последующие годы были опубликованы произведения Кира Булычёва, Говарда Фаста, Андрея Макаревича, Рекса Стаута, Юрия Лобова, Алексея Борычева, Константина Ваншенкина, Франсуазы Саган и др. Журнал открывает читателям новые имена, такие как Иван Орлов, Буало Нарсежак, Сол Стейн, Соланж Фаскель, Герд Прокоп, Пьер Дебри, Евгений Шкловский, Василий Головачёв. Также в данной рубрике публиковались произведения самих читателей («Проба пера»).
- Вечная книга. Библейские легенды. Впоследствии вместо данной рубрики появился раздел «Наше вечное», в котором публиковалось «Учение Христа, изложенное для детей Львом Толстым».
- Говоря откровенно… Очерки, названные авторами «размышлениями о мифах и реалиях твоего поколения», по письмам читателей. В них открыто обсуждаются проблемы подростков: ранние половые связи, наркомания и пр. Впоследствии вместо неё была открыта рубрика «Тет-а-тет», в которой поднимались аналогичные темы.
- Замечательные судьбы. Предполагалось, что в данной рубрике будут публиковаться очерки о жизни выдающихся людей, но журнал ограничился «Маленькими историями из жизни Вениамина Франклина» Вольдемара Балязина. С 1991 года появляется рубрика «Кумиры и звёзды», которая, в принципе, заменяет данную. Первым героем становится Виктор Цой. Далее рубрика рассказывает об Арнольде Шварценеггере, Майкле Джексоне, Константине Кинчеве, Брюсе Ли, Дмитрии Харатьяне, Митхуне Чакраборти, Мадонне, Вере Сотниковой, Сильвестре Сталлоне. Также героями рубрики в последующие годы становятся Филипп Киркоров, Эдита Пьеха, Микки Рурк и др.
- Рок-энциклопедия. Раздел, посвящённый вначале советской рок-музыке, а затем и зарубежной эстраде. Автором первых трёх номеров был рок-журналист Андрей Бурлака, в то время — главный редактор журнала «РИО». Далее ведущие обзора менялись, но, в основном, за жизнью рок-тусовки следила Нина Тихонова. В 1990 году читателям со страниц журнала рассказали о группах «АукцЫон», «Телевизор», «АВИА», «Звуки Му», «Аквариум», «ДДТ», «Кино», «Браво», «Облачный край», «Nautilus Pompilius», «Дети», «Мастер», «Т-34», «Манго-Манго», «Фристайл», «Любэ», «Нюанс», «Мистер Твистер», «Вопли Видоплясова», а также певцах В. Преснякове и В. Панкове. В сдвоенном № 8 — 9 за 1990 год рок-энциклопедия представляла собой очерки с фестиваля «Рок чистой воды». С 1992 года постоянная рубрика «Рок-энциклопедия» заменяется на «Энциклопедию металлического рока», в которой в алфавитном порядке даются переводные статьи о малоизвестных в России зарубежных рок-коллективах.
- Музыкальные страницы. Мозаика. С 1991 года появляется раздел, в котором печатаются короткие заметки новостного характера, зачастую уровня жёлтой прессы. Гостями «Музыкальной страницы» в разные годы были Наталья Ступишина (Анка), Дмитрий Маликов, Илья Резник, «Europe», Дитер Болен, «На-на» и др. С 1994 года «Мозаика» стала рассказывать не только о музыкантах, но и других «звёздах» шоу-бизнеса.
- Тусовка. Читательский клуб. Дискуссии на актуальные темы.
- Хочешь быть деловым? Рубрика начала действовать со второго номера. В ней поднимались вопросы профориентации, участия подростков в делах взрослых.
- О, спорт, ты вызов. Спортивная рубрика, которая появлялась лишь в нескольких номерах.
- На малом экране. Рубрика начала действовать с 1991 года и рассказывала о новинках видео-проката.
- Наше прошлое. Рубрика появилась в 1991 году. Посвящённая истории России, она рассказывала о семье царя Николая II.
- Телега жизни. Впервые рубрика появляется в шестом номере в 1991 году. Открыли её пятнадцатилетний Андрей Кормаш и Аркадий Аверченко. По заверению редколлегии журнала, в данном разделе должны появляться «лучшие юмористические произведения известных и просто талантливых авторов». Своё продолжение рубрика увидела только в 1995 году. Журнал стал печатать анекдоты, лимерики, произведения Марка Твена, Владимира Вишневского, Михаила Успенского, Игоря Иртеньева и других авторов.
- Мир твоих увлечений. Рубрика открыта с седьмого номера 1991 года. В ней печатаются статьи об интересных и загадочных явлениях (Знаки зодиака, НЛО и другие).
- Планета-дайджест. Рубрика появляется в 1993 году. В ней рассказывается о событиях за рубежом.
- Встреча по вашей просьбе. В данном разделе, появившемся в 1994 году, публиковались интервью с известными людьми.

Некоторые рубрики сохранились в изданиях 2000-х годов.